# Drop It Like It’s Hot
«Drop It Like It’s Hot» — первый сингл американского рэпера Snoop Dogg при участии Pharrell, с альбома R&G (Rhythm & Gangsta): The Masterpiece.

## О сингле
Этот трек стал хитом номер один в чарте Billboard Hot 100, который продержался в течение трех недель с 11 декабря 2004 года, делая его первым хитом под номером один в чартах, став первым треком Снуп Догга, возглавившим американский хит-парад. Песня также попала в чарт Hot R&B/Hip-Hop Songs под номером один. Этот трек также достиг максимума под номером один в течение четырёх недель подряд в Новой Зеландии и под номером десять в британском хит-параде.
Сингл был самым успешным хитом для Pharrell во всем мире, пока в 2013 году он не записался в треках «Get Lucky» и «Blurred Lines».
11 декабря 2009 года, Billboard назвал сингл самым успешным треком десятилетия.
Видеоклип сингла был снят с эффектом монохрома. Режиссёром клипа стал Paul Hunter.
В клипе Snoop Dogg танцует танец «Crip Walk».

## Ремиксы и кавер-версии
- Официальный ремикс содержит новый текст от Snoop Dogg, Pharrell Williams и Jay-Z в котором он диссит R. Kelly для предъявления ему иска, который появился на бонусном CD Boss'n Up DVD. MTV
- Диджей и производитель драм-н-бейса «Roni Size» сделал ремикс с «Dynamite MC» на «BBC Radio 1» 10 января 2005 года.
- Продюсер edIT также создал неофициальный, невыпущенный ремикс, который может быть найден на различных микстейпах.
- Lil Wayne выпустил ремикс на песню, под названием «Nah This Ain’t the Remix», который есть в его микстейпе «Dedication 1».
- Независимый, электронный, в стиле дабстеп артист, известный как «Futret», выпустил свою версию песни, названной «Drop it Like Your Mother Got Shot», в котором содержатся семплы из треков «Hollaback Girl» и Bambi II.
- Песня была перепета немецкой группой BossHoss в 2007 году, под названием трека 'Stallion Battalion'.
- Jimmy Fallon и Justin Timberlake перепели песню в пародии.
- Песня была перепета немецкой певицей Lena Meyer-Landrut.

## Список композиций
12-дюймовый сингл
- A1 «Drop It Like It’s Hot (Radio Edit)»
- A2 «Drop It Like It’s Hot (Instrumental)»
- A3 «Drop It Like It’s Hot (Clean Acapella)»
- B1 «Drop It Like It’s Hot (LP Version)»
- B2 «Drop It Like It’s Hot (Instrumental)»
- B3 «Drop It Like It’s Hot (LP Acapella)»

CD-сингл
- «Drop It Like It’s Hot (Radio Edit)»
- «Drop It Like It’s Hot (Instrumental)»
- «Drop It Like It’s Hot (Album Version)»

## Чарты

### Еженедельные чарты
| Чарт (2004-05)                      | Пик позиции |
| ----------------------------------- | ----------- |
| Австралия (ARIA)                    | 4           |
| Австрия (Ö3 Austria Top 40)         | 9           |
| Бельгия/Фландрия (Ultratop 50)      | 9           |
| Бельгия/Валлония (Ultratop 50)      | 12          |
| Дания (Tracklisten)                 | 2           |
| Финляндия (Suomen virallinen lista) | 13          |
| Франция (SNEP)                      | 21          |
| Италия (FIMI)                       | 11          |
| Нидерланды (Single Top 100)         | 7           |
| Новая Зеландия (Recorded Music NZ)  | 1           |
| Норвегия (VG-lista)                 | 9           |
| Швеция (Sverigetopplistan)          | 25          |
| Швейцария (Schweizer Hitparade)     | 3           |
| UK Singles Chart                    | 10          |
| US Billboard Hot 100                | 1           |
| US Billboard Pop Songs              | 5           |
| US Billboard Hot R&B/Hip-Hop Songs  | 1           |
| US Billboard Rap Songs              | 1           |

| Чарт на конец десятилетия (2000—2009) | Позиция |
| ------------------------------------- | ------- |
| US Billboard Hot 100                  | 48      |